# Archiaustroconops bocaparvus
Archiaustroconops bocaparvus är en tvåvingeart som beskrevs av Art Borkent 2000. Archiaustroconops bocaparvus ingår i släktet Archiaustroconops och familjen svidknott.
Artens utbredningsområde är Libanon. Inga underarter finns listade i Catalogue of Life.